# Érione multicolore
Eriocnemis mirabilis
Espèce
Répartition géographique
Statut de conservation UICN

 EN B1ab(iii,v)+2ab(iii,v) : En danger
Statut CITES
L'Érione multicolore (Eriocnemis mirabilis), est une espèce de colibris de la sous-famille des Lesbiinae et de la tribu des Heliantheini.

## Répartition et habitat
L'Érione multicolore est endémique de la Colombie. Son aire restreinte s'étend notamment à travers le parc national naturel de Munchique et la serranía del Pinche.
Elle peuple les forêts de nuage. Les plantes caractéristiques de son habitat sont Billia colombiana, Clusia, Persea, Hyeronima colombiana, Quercus humboldtii et Weinmannia pubescens.